# Paz Alicia Garciadiego
Paz Alicia Garciadiego (née le 2 ou 4 septembre 1949 à Mexico) est une scénariste mexicaine connue pour ses scénarios pour les films de son mari Arturo Ripstein.

## Scénarios
- El carnaval de Sodoma (2006)
- La virgen de la lujuria (2002)
- La perdición de los hombres (2000)
- Así es la vida (2000) (basé à Médée)
- El coronel no tiene quien le escriba (1999) (basé au roman homonyme de Gabriel García Márquez)
- El evangelio de las maravillas (1998)
- Noche de paz (1998)
- Carmin profond (1996)
- La Reine de la nuit, La reina de la noche (1994)
- Principio y fin (1993)
- La mujer del puerto (1991)
- Ciudad de ciegos (1991)
- Mensonges pieux (1987)
- El imperio de la fortuna (1986)